# Гелеква, Анна Васильевна
Анна Васильевна Гелеква (1920 год, село Натанеби, Гурийский уезд, Горийский уезд, Кутаисская губерния, Грузинская демократическая республика — неизвестно, село Натанеби, Махарадзевский район, Грузинская ССР) — звеньевая колхоза имени Берия Натанебского сельсовета Махарадзевского района, Грузинская ССР. Герой Социалистического Труда (1949).

## Биография
Родилась в 1920 году в крестьянской семье в селе Натанеби Гурийского уезда. После окончания местной школы с середины 1930-х годов трудилась на чайной плантации колхоза имени Берия Махарадзевского района, председателем которого был Василий Виссаринович Джабуа. В послевоенные годы возглавлял звено в этом же колхозе.
В 1948 году звено под руководством Анны Гелеквы собрало 10220 килограмм сортового зелёного чайного листа на участке площадью 2 гектара. Эти трудовые достижения стали одними из самых высоких показателей среди чаеводов Грузинской ССР в 1948 году (самые высокие были у звена Этери Ногайдели — 11474 килограмма и звена Лены Читанавы — 10426 килограмм). Указом Президиума Верховного Совета СССР от 29 августа 1949 года удостоена звания Героя Социалистического Труда за «получение высоких урожаев сортового зелёного чайного листа и винограда в 1948 году» с вручением ордена Ленина и золотой медали «Серп и Молот» (№ 4540).
Этим же Указом званием Героя Социалистического Труда были также награждены труженики колхоза имени Берия агроном Григорий Акакиевич Накаидзе, звеньевые Зинаида Мелитоновна Джабуа, колхозницы Нина Зинобиевна Миминошвили, Ольга Барнабовна Тоидзе, Людмила Иосифовна Хурцидзе.
За выдающиеся трудовые достижения по итогам работы в 1950 году была награждена вторым Орденом Ленина.
После выхода на пенсию проживала в родном селе Натанеби. Дата смерти не установлена.
Награды
- Герой Социалистического Труда
- Орден Ленина — дважды (1949; 23.07.1951)